# EnCase
EnCase je softver za digitalnu forenziku čiji je proizvođač američka tvrtka Guidance Software. Priznat je na sudovima diljem svijeta tako da se u velikoj mjeri koristi pri sudsko-policijskim istragama, ali je popularan i u privatnom sektoru, a široku primjenu ima i u vojnim, obavještajnim i sigurnosnim agencijama.
Slobodno se može reći da je EnCase industrijski standard u digitalnoj forenzici. Između ostalog odlikuje ga dobra podrška korisnicima kao i velika korisnička baza. Uporabom EnCase-a može se napraviti potpuna forenzička analiza, počevši od akvizicije do konačnog izvješća.
EnCase radi na Windows platformi, a postoji inačica LinEn koja se temelji na Linuxu.

## Također pogledajte
- digitalna forenzika

### Vanjski poveznice
- EnCase Tutorial (boš.)
- Guidance Software